# Proprioseiopsis amotus
Proprioseiopsis amotus är en spindeldjursart som först beskrevs av Zack 1969.  Proprioseiopsis amotus ingår i släktet Proprioseiopsis och familjen Phytoseiidae. Inga underarter finns listade i Catalogue of Life.